# Los tres Reyes Magos
Los tres Reyes Magos es una película de animación mexicana de 1974, dirigida por Fernando Ruiz y Adolfo Torres Portillo. Fue estrenada el 1 de julio de 1976. Se basa en una historia escrita por la novelista Rosario Castellanos sobre la vida de los Magos de Oriente. Es considerada como el primer largometraje animado hecho en México.

## Argumento
Los reyes Melchor, Gaspar y Baltasar son guiados por la Estrella de Belén hacia el lugar donde la Virgen María dará a luz al niño Jesús. Satán, bajo la forma del príncipe Olbaid, decide obstaculizar el viaje de los Reyes con la ayuda del diablo Murcio. Además, Olbaid aconseja al rey Herodes para que indague el sitio donde nacerá el futuro Mesías. Debido al fracaso de Murcio, el príncipe Olbaid enfrenta personalmente a los Reyes, pero no tiene éxito. Finalmente, los Reyes llegan a Belén y adoran al niño.

## Voces
Fuente: IMDb
| Personaje          | Actor de voz              |
| ------------------ | ------------------------- |
| Arcángel Gabriel   | Jorge Sánchez Fogarty     |
| Virgen María       | Azucena Rodríguez         |
| José el carpintero | José Lavat                |
| Estrella de Belén  | Gloria Rocha              |
| Melchor            | Manuel de la Llata        |
| Yana               | Rocío Garcel              |
| Gaspar             | Alberto Gavira            |
| Darío              | Olga Donna-Dío            |
| Baltasar           | Armando Coria             |
| Bunga              | Juan Domingo Méndez       |
| Príncipe Olbaid    | Guillermo Portillo Acosta |
| Herodes            | Víctor Alcocer            |
| Centurión          | Jaime Vega                |
| Murcio             | Fernando Ruiz             |
| Presentador        | Carlos David Ortigosa     |
| ¿?                 | Antonio Raxel             |
| ¿?                 | David Reynoso             |
| ¿?                 | Mónica Serna              |
| ¿?                 | Rocío Villagarcía         |